# Stadion Grünfeld
Das Stadion Grünfeld ist die Heimspielstätte des Fussballvereins FC Rapperswil-Jona aus der Promotion League und befindet sich in Jona im Kanton St. Gallen.
Es ist Teil der Sportanlage Grünfeld, die neben dem Fussballstadion aus weiteren Sportstätten (darunter Fussball, Leichtathletik, Faustball, Tennis, Volleyball, Boccia und Beachvolleyball) besteht. Das Stadion wurde im Sommer 2004 eröffnet, das erste Spiel fand zwischen dem deutschen Bundesligisten Werder Bremen und dem französischen Ligue 1-Vertreter Olympique Lyon statt, welches 3:3 unentschieden endete.

## Lage und Verkehrsanbindung
Das Stadion liegt im Südosten der Stadt Rapperswil-Jona, genauer im Weidenquartier des Ortsteils Jona. An der Anlage fliesst östlich die Jona vorbei. In unmittelbarer Nähe befindet sich die Bushaltestelle Grünfeld, die von den Linien 991 und 992 bedient wird. Daneben liegt der Bahnhof Blumenau etwas nördlich, der durch den Regio-Express bedient wird. Rund um die Sportanlage Grünfeld stehen Parkplätze zur Verfügung.

## Stadionkapazität

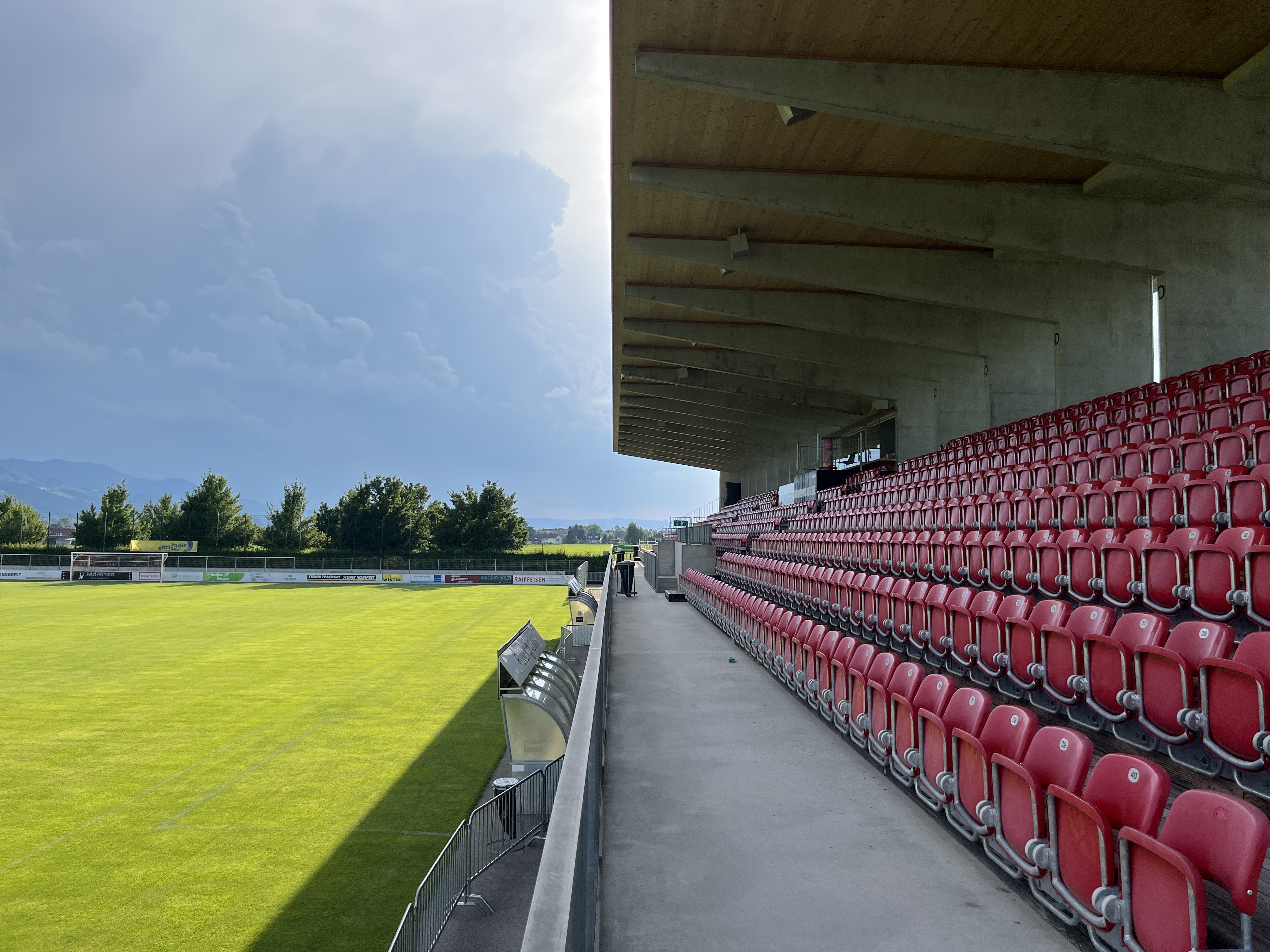
Die Haupttribüne des Stadions Grünfelds (2022)

Nach dem Aufstieg des FCRJ in der Saison 2016/17 wurde auf die folgende Saison ein abgegrenzter Gästesektor mit Stehplatztribüne errichtet. Dieser und die weiteren Stehplatzsektoren bieten zusammen Platz für 2'400 Zuschauer, daneben finden 300 Zuschauer auf der Sitzplatztribüne Platz.
Für Cupspiele installiert der Verein in den Stehplatzsektoren Zusatztribünen, womit bis zu 5'000 Zuschauer ins Stadion eingelassen werden können.